# Manuel II. (Byzanz)

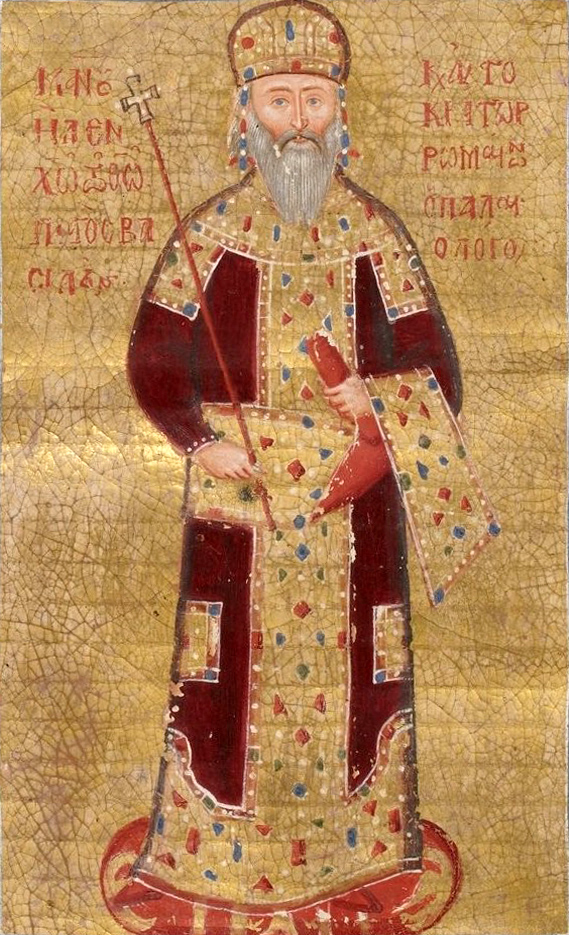
Kaiser Manuel II.

Manuel II. Palaiologos (mittelgriechisch Μανουὴλ Βʹ Παλαιολόγος, * 27. Juni 1350; † 21. Juli 1425) war von 1391 bis 1425 byzantinischer Kaiser in Konstantinopel als Nachfolger seines Vaters Johannes V. Er war mit der serbischen  Prinzessin Helena Dragaš verheiratet. Sein Dialog mit einem persischen Gelehrten über den Zusammenhang von Religion und Vernunft, zitiert in der Regensburger Rede von Papst Benedikt XVI. am 12. September 2006, erlangte weltweite Bekanntheit.

## Leben

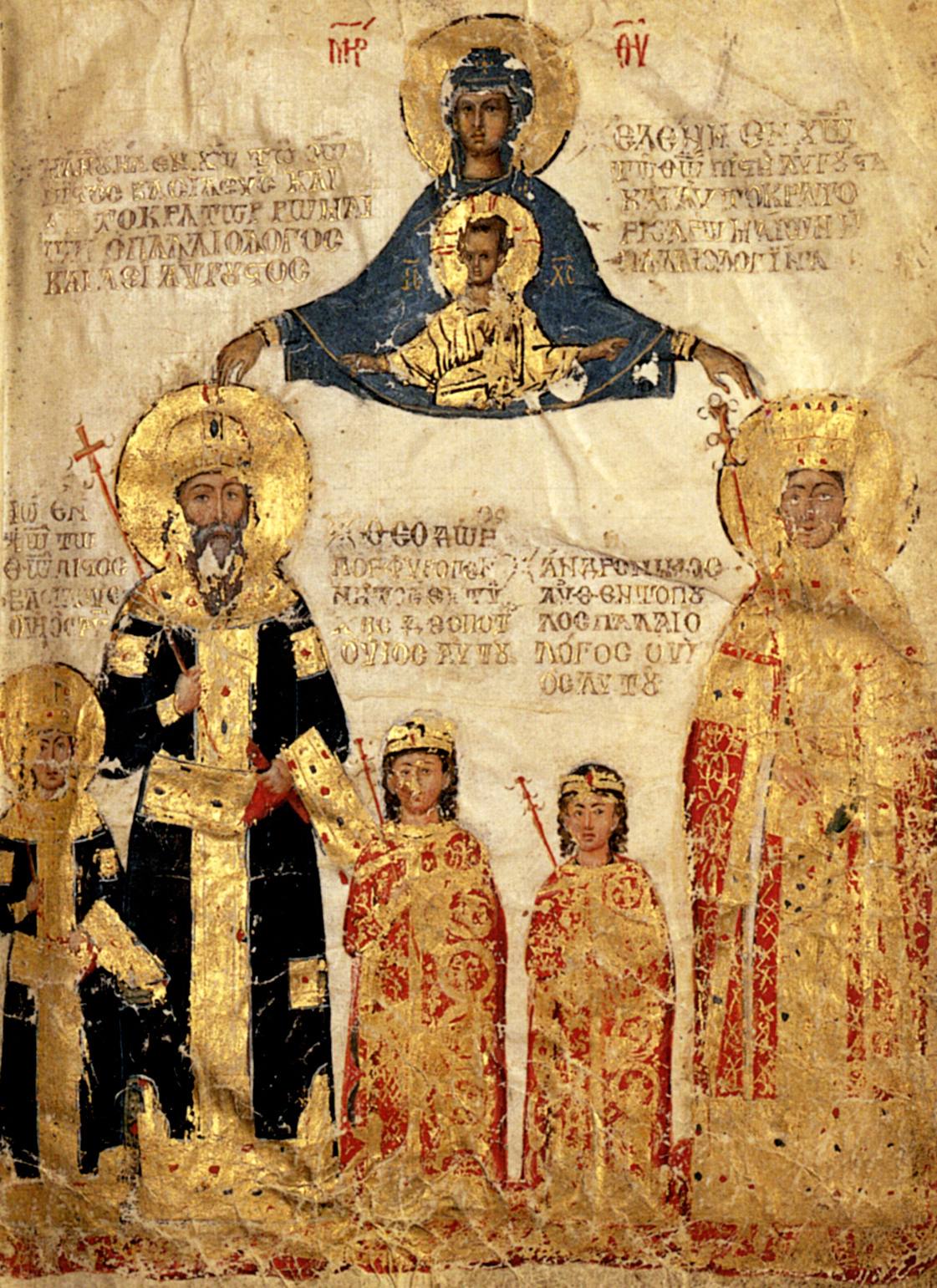
Miniatur, die zwischen 1403 und 1404 hergestellt wurde und die kaiserliche Familie von Byzanz mit darstellt: Basileus Manuel II. mit der Basílissa Elena und drei Kindern (von links): Johannes VIII., Theodor II., Andronikos Palaiologos

Manuel war ein Enkel des Kaisers Johannes Kantakuzenos (ca. 1295–1383, Kaiser 1347–1354). Er begann seine Karriere 1369 als Regent von Thessaloniki, der zweiten Hauptstadt des Byzantinischen Reichs, das zu jener Zeit zu einem osmanischen Vasallenstaat herabgesunken war. Manuel musste daher wiederholt den Osmanen bei ihren Feldzügen auch persönlich Heeresfolge leisten, so 1390 bei der Eroberung von Philadelphia (heute Alaşehir) im Binnenland Westkleinasiens, der letzten griechisch-byzantinische Besitzung in Kleinasien (wenn man vom von Konstantinopel unabhängigen Kaiserreich Trapezunt absieht). Die aktive Teilnahme an deren Eroberung war für Manuel daher wohl eine besondere Art der Demütigung, wie Steven Runciman in seinem Werk Der Fall von Konstantinopel 1453 schreibt. Allerdings ist die Beteiligung Manuels an der Eroberung von Philadelphia umstritten und auch nur bei Chalkokondyles so bezeugt. Nach dem Tod von Johannes V. im Februar 1391 konnte Manuel aus dem Lager des Sultans fliehen und übernahm in Konstantinopel die Regierungsgeschäfte.
Von Mai 1391 bis Februar 1392 wurde er erneut zur Heeresfolge gegen die türkischen Kleinreiche in Kleinasien verpflichtet. Im Sommer 1392 kam es zum politischen Bruch mit den Osmanen. Diese eroberten daraufhin Thessaloniki und begannen 1394 mit der Belagerung Konstantinopels. Ein französisch-ungarischer Kreuzzug unter Führung des ungarischen Königs (und späteren römisch-deutschen Kaisers) Sigismund zur Entlastung der Stadt schlug 1396 bei Nikopolis fehl.

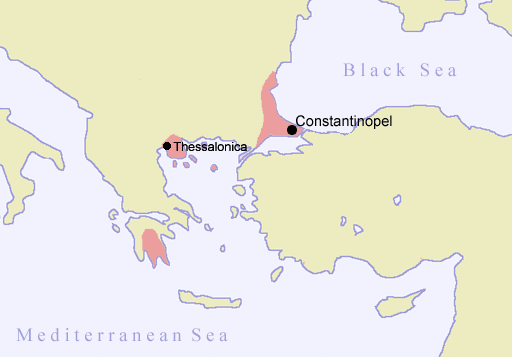
Das Byzantinische Reich um 1403

Manuel unternahm daher nach fünf Jahren Belagerung von 1399 an eine ausgedehnte, mehrjährige Europareise, die ihn u. a. nach Venedig, Avignon, Paris und London führte, wo er ob seiner intellektuellen Fähigkeiten und Bildung – damals unter Herrschern eher eine Ausnahme – sowie mit seiner Delegation griechischer Gelehrter einen nachhaltigen Eindruck hinterließ, der die aufkommende Renaissance in Westeuropa weiter beflügelte.
Im Gegensatz zu den Bettelreisen anderer Kaiser bot Manuel jedoch keine Kirchenunion als Gegenleistung für westliche Hilfe an. Zum einen geschah dies aus echter religiöser Überzeugung, zum anderen war Manuel Realpolitiker genug zu erkennen, dass die Mehrheit der orthodoxen Christen einer Union ohnehin nicht folgen würde. Lieber den Turban des Sultans als die Tiara des Papstes war seinerzeit in der Orthodoxie ein geflügeltes Wort und zeigte deutlich das zerrüttete Verhältnis zwischen den beiden christlichen Konfessionen.
Manuel erhielt als Erfolg seines Besuchs ohnehin hauptsächlich nur freundliche Worte und eine äußerst zuvorkommende Behandlung, aber praktisch keine militärische Hilfe gegen Sultan Bayezid I. Während seiner Abwesenheit führte sein Neffe Johannes VII. die Regierungsgeschäfte.
Unerwartete Hilfe kam mit dem Mongolensturm unter Timur. Die Osmanen wurden 1402 bei Ankara geschlagen und Bāyezīd gefangen genommen. Nach dessen Tod in Gefangenschaft (1403) brachen im Osmanischen Reich Thronwirren aus. Manuel kehrte bei Bekanntwerden der osmanischen Niederlage unverzüglich von Paris nach Konstantinopel zurück, wo er wohl 1403 wieder eintraf. Er manövrierte während des Interregnums diplomatisch geschickt und konnte die Kontrolle über Thessaloniki und von Teilen der westlichen Schwarzmeerküste bis zur Bucht von Burgas (mit den Städten Sosopolis, Anchialos und Mesemvria) im Norden als Gegenleistung für byzantinische Hilfe zurückerhalten. Außerdem wurden die Tributzahlungen und die Verpflichtung zur Heeresfolge gegenüber den Osmanen aufgehoben. Ein Bündnis mit Serbien, dem Land seiner Ehefrau, verschaffte ihm neue politische Bewegungsfreiheit.
Manuel war mit Sultan Mehmed I. befreundet, der 1413 aus dem osmanischen Interregnum als Sieger hervorging. Mehmed verzichtete als Dank für die Hilfe Manuels bis zu seinem Tod 1421 auf jeglichen osmanischen Druck gegen Konstantinopel. Manuel nutzte diese Atempause zum Ausbau der Befestigungen seiner wenigen verbliebenen Besitzungen und ließ bei Korinth die Hexamilion genannte Befestigungsmauer wieder instand setzen, die die Halbinsel Peloponnes vom Festland abriegeln sollte, da er mit einer Fortdauer der guten Beziehungen zu den Osmanen über Mehmeds Herrschaftszeit hinaus realistischerweise nicht rechnete.
Mehmeds Sohn Murad II. fühlte sich denn auch nicht mehr an die Zusagen seines Vaters gebunden und begann nach seiner Thronbesteigung 1422 sofort mit einer neuen Belagerung Konstantinopels. Abermals bedroht und durch einen Schlaganfall schwer gezeichnet, überließ Manuel seinem Sohn Johannes VIII. Palaiologos die Staatsgeschäfte. Er starb am 21. Juli 1425. Die Leichenrede hielt Bessarion.

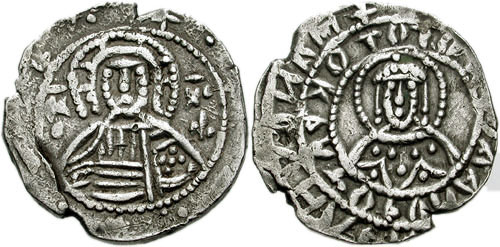
Münzen mit Darstellung von Manuel II.

Manuel II. gilt als einer der gebildetsten byzantinischen Herrscher und hinterließ zahlreiche rhetorische und theologische Schriften. Mit Entschiedenheit vertrat der Kaiser dogmatische Positionen der Orthodoxie sowohl gegenüber dem Katholizismus, als auch gegenüber dem Islam, allerdings ohne Fanatismus. Aus den wahrscheinlich im Spätherbst 1391 in Ankara, dem damaligen Militärlager des osmanischen Sultans, geführten theologischen Unterredungen mit einem persischen Gelehrten (einem Mudarris) erwuchsen seine Dialoge mit einem Perser. Die Bezeichnung seines Dialogpartners als Perser beruht auf der byzantinischen Gepflogenheit, die außerbyzantinischen Völker mit Völkernamen aus der ruhmreichen antiken Geschichte zu bezeichnen. Mit „Persern“ bezeichneten die Byzantiner die anatolischen Türken, während die ihnen verwandten Völker, die aus dem Gebiet der heutigen Ukraine und Rumäniens in die Balkanhalbinsel einfielen, als „Skythen“ bezeichnet wurden.

## Das „Papstzitat von Regensburg“
Weltweite Aufmerksamkeit erregte am 12. September 2006 eine Vorlesung von Papst Benedikt XVI. vor kirchlichen Würdenträgern und Wissenschaftlern der Universität Regensburg, in der auf folgende Weise aus den Dialogen mit einem Perser zitiert wurde:
In der von Professor Khoury herausgegebenen siebten Gesprächsrunde (διάλεξις – Kontroverse) kommt der Kaiser auf das Thema des Djihād, des heiligen Krieges zu sprechen. Der Kaiser wußte sicher, daß in Sure 2, 256 steht: Kein Zwang in Glaubenssachen – es ist eine der frühen Suren aus der Zeit, wie uns die Kenner sagen, in der Mohammed selbst noch machtlos und bedroht war. Aber der Kaiser kannte natürlich auch die im Koran niedergelegten – später entstandenen – Bestimmungen über den heiligen Krieg. Ohne sich auf Einzelheiten wie die unterschiedliche Behandlung von „Schriftbesitzern“ und „Ungläubigen“ einzulassen, wendet er sich in erstaunlich schroffer, uns überraschend schroffer Form ganz einfach mit der zentralen Frage nach dem Verhältnis von Religion und Gewalt überhaupt an seinen Gesprächspartner. Er sagt: „Zeig mir doch, was Mohammed Neues gebracht hat, und da wirst du nur Schlechtes und Inhumanes finden wie dies, dass er vorgeschrieben hat, den Glauben, den er predigte, durch das Schwert zu verbreiten“. Der Kaiser begründet, nachdem er so zugeschlagen hat, dann eingehend, warum Glaubensverbreitung durch Gewalt widersinnig ist. Sie steht im Widerspruch zum Wesen Gottes und zum Wesen der Seele. „Gott hat kein Gefallen am Blut“, sagt er, „und nicht vernunftgemäß, nicht „σὺν λόγω“ zu handeln, ist dem Wesen Gottes zuwider. Der Glaube ist Frucht der Seele, nicht des Körpers. Wer also jemanden zum Glauben führen will, braucht die Fähigkeit zur guten Rede und ein rechtes Denken, nicht aber Gewalt und Drohung… Um eine vernünftige Seele zu überzeugen, braucht man nicht seinen Arm, nicht Schlagwerkzeuge noch sonst eines der Mittel, durch die man jemanden mit dem Tod bedrohen kann…“. (zitiert nach Libreria Editrice Vaticana, 2006).
Das Zitat des Papstes stieß auf Empörung in islamischen Gemeinden, insbesondere in seiner verkürzten Form: „Zeig mir doch, was Mohammed Neues gebracht hat, und da wirst du nur Schlechtes und Inhumanes finden wie dies, dass er vorgeschrieben hat, den Glauben, den er predigte, durch das Schwert zu verbreiten…“ Gewaltakte und Drohungen von radikalen islamistischen Gruppen und Führern bis hin zur Drohung mit dem „heiligen Krieg“ waren die Folge.

## Nachkommen
Manuel II Palaiologos heiratete am 10. Februar 1392 in Konstantinopel die serbische Adlige Helena Dragaš, mit der er mehrere Kinder hatte:
- Johannes VIII. Palaiologos (* 1392; † 21. Oktober 1448), byzantinischer Kaiser (1425–1448);
- ? Palaiologou, Tochter (* 1394/98; † vor 1405); starb an Lepra
- Theodor II. Palaiologos (* um 1396; † 26. Juli 1448 in Selymbria), Despot von Morea (1407–1443); ⚭ 1421 Cleope Malatesta († 1433), eine Cousine Papst Martins V.[2]
- Andronikos Palaiologos (* 1400; † 4. März 1428 im Kloster Pantokrator in Konstantinopel[3]), Despot von Thessaloniki (1408–1423);
- Konstantin Palaiologos († 1400/05 Monemvasia), starb noch im Kindesalter an der Pest;
- Michael Palaiologos († 1409/10);
- Konstantinos Palaiologos (* 9. Februar 1404; † 29. Mai 1453 in Konstantinopel), letzter byzantinischer Kaiser (1448–1453);
- Demetrios Palaiologos (* 1407; † 1470 als Mönch David in Adrianopel), Despot von Morea (de jure 1428–1460, de facto 1436–1438 und 1451–1460), Herrscher von Lemnos (1423–1440), Mesembria (1440–1451) und Thasos (1460–1466); ⚭ Teodora Asanina († 1470), Tochter von Paul Asanes aus dem Haus Assen;
- Thomas Palaiologos  (* 1409/10 in Konstantinopel; † 12. Mai 1465 in Rom), Despot von Morea (1428–1460), ab 1432 Fürst von Achaia.